# Mistrzostwa Polski w Skokach Narciarskich 1954
29. Mistrzostwa Polski w Skokach Narciarskich – zawody o mistrzostwo Polski w skokach narciarskich, które odbyły się 7 marca 1954 roku na skoczni Malinka w Wiśle.
W konkursie skoków narciarskich zwyciężył Antoni Wieczorek, srebrny medal zdobył Jan Kula, a brązowy - Jakub Węgrzynkiewicz.

## Wyniki konkursu
| Miejsce | Zawodnik                      | Klub                     | Skok 1 | Skok 2 | Punkty |
| ------- | ----------------------------- | ------------------------ | ------ | ------ | ------ |
| 1.      | Antoni Wieczorek              | LKS Skrzyczne Szczyrk    | 72,0   | 69,5   | 228,0  |
| 2.      | Jan Kula                      | WKS Zakopane             | 63,5   | 67,5   | 214,0  |
| 3.      | Jakub Węgrzynkiewicz          | ZS Spójnia Bielsko-Biała | 68,0   | 65,0   | 212,5  |
| 4.      | Stanisław Marusarz            | WKS Zakopane             | 65,0   | 69,5   | 209,5  |
| 5.      | Aleksander Kowalski           | Wisła-Gwardia Zakopane   | 65,5   | 66,5   | 207,0  |
| 6.      | Jan Furman                    | WKS Zakopane             | 63,5   | 62,5   | 204,5  |
| 7.      | Andrzej Łatkowski             | AZS Zakopane             | b.d.   | b.d.   | b.d.   |
| 8.      | Stanisław Gąsienica Mracelnik | Wisła-Gwardia Zakopane   | b.d.   | b.d.   | b.d.   |